# Буаделя-і-лас-Аскаулас
Буаде́ля-і-лас-Аска́улас (кат. Boadella i les Escaules) - муніципалітет, розташований у Автономній області Каталонія, в Іспанії. Знаходиться у районі (кумарці) Алт-Ампурда провінції Жирона, згідно з новою адміністративною реформою перебуватиме у складі баґарії Жирона.

## Населення
Населення міста (у 2007 р.) становить 228 осіб (з них менше 14 років - 10,5%, від 15 до 64 - 66,7%, понад 65 років - 22,8%). У 2006 р. народжуваність склала 0 осіб, смертність - 4 особи, зареєстровано 1 шлюб. У 2001 р. активне населення становило 98 осіб, з них безробітних - 3 особи.

Серед осіб, які проживали на території міста у 2001 р., 184 народилися в Каталонії (з них 157 осіб у тому самому районі, або кумарці), 21 особа приїхала з інших областей Іспанії, а 10 осіб приїхало з-за кордону. 

Університетську освіту має 8,6% усього населення. 

У 2001 р. нараховувалося 81 домогосподарство (з них 22,2% складалися з однієї особи, 32,1% з двох осіб,18,5% з 3 осіб, 16% з 4 осіб, 7,4% з 5 осіб, 3,7% з 6 осіб, 0% з 7 осіб, 0% з 8 осіб і 0% з 9 і більше осіб).

Активне населення міста у 2001 р. працювало у таких сферах діяльності : у сільському господарстві - 12,6%, у промисловості - 13,7%, на будівництві - 17,9% і у сфері обслуговування -55,8%. 

 У муніципалітеті або у власному районі (кумарці) працює 68 осіб, поза районом - 62 особи.

### Безробіття
У 2007 р. нараховувалося 4 безробітних (у 2006 р. - 3 безробітних), з них чоловіки становили 25%, а жінки - 75%.

## Економіка

### Підприємства міста

#### Промислові підприємства
| \| Промислові підприємства міста, за сферою діяльності \| Промислові підприємства міста, за сферою діяльності \| Промислові підприємства міста, за сферою діяльності \| \| Рік \| 2002 р. \| 2001 р. \| \| --------------------------------------------------- \| --------------------------------------------------- \| --------------------------------------------------- \| \| Енергетичні та водні ресурси \| 0% \| 0% \| \| Хімія та метали \| 33,3% \| 33,3% \| \| Переробка металів \| 33,3% \| 33,3% \| \| Продукти харчування \| 0% \| 0% \| \| Текстиль \| 0% \| 0% \| \| Виробництво меблів, видання \| 33,3% \| 33,3% \| \| Інше \| 0% \| 0% \| \| Усього підприємств \| 3 \| 3 \| |         |         |
| Промислові підприємства міста, за сферою діяльності |         |         |
| Рік | 2002 р. | 2001 р. |
| Енергетичні та водні ресурси | 0%      | 0%      |
| Хімія та метали | 33,3%   | 33,3%   |
| Переробка металів | 33,3%   | 33,3%   |
| Продукти харчування | 0%      | 0%      |
| Текстиль | 0%      | 0%      |
| Виробництво меблів, видання | 33,3%   | 33,3%   |
| Інше | 0%      | 0%      |
| Усього підприємств | 3       | 3       |

#### Роздрібна торгівля
| \| Підприємства роздрібної торгівлі міста, за сферою діяльності \| Підприємства роздрібної торгівлі міста, за сферою діяльності \| Підприємства роздрібної торгівлі міста, за сферою діяльності \| \| Рік \| 2002 р. \| 2001 р. \| \| ------------------------------------------------------------ \| ------------------------------------------------------------ \| ------------------------------------------------------------ \| \| Продукти харчування \| 0% \| 100% \| \| Одяг та взуття \| 0% \| 0% \| \| Товари для дому \| 0% \| 0% \| \| Книги та періодичні видання \| 0% \| 0% \| \| Промислова хімічна продукція \| 0% \| 0% \| \| Продукція, пов'язана з транспортними засобами \| 0% \| 0% \| \| Інше \| 100% \| 0% \| \| Усього підприємств \| 1 \| 1 \| |         |         |
| Підприємства роздрібної торгівлі міста, за сферою діяльності |         |         |
| Рік | 2002 р. | 2001 р. |
| Продукти харчування | 0%      | 100%    |
| Одяг та взуття | 0%      | 0%      |
| Товари для дому | 0%      | 0%      |
| Книги та періодичні видання | 0%      | 0%      |
| Промислова хімічна продукція | 0%      | 0%      |
| Продукція, пов'язана з транспортними засобами | 0%      | 0%      |
| Інше | 100%    | 0%      |
| Усього підприємств | 1       | 1       |

#### Сфера послуг
| \| Підприємства міста, що працюють у сфері послуг, за діяльністю \| Підприємства міста, що працюють у сфері послуг, за діяльністю \| Підприємства міста, що працюють у сфері послуг, за діяльністю \| \| Рік \| 2002 р. \| 2001 р. \| \| ------------------------------------------------------------- \| ------------------------------------------------------------- \| ------------------------------------------------------------- \| \| Гуртова торгівля \| 0% \| 20% \| \| Готелі та готельний бізнес \| 60% \| 40% \| \| Транспорт та зв'язок \| 40% \| 20% \| \| Посередницькі фінансові послуги \| 0% \| 0% \| \| Послуги підприємствам \| 0% \| 0% \| \| Послуги фізичним особам \| 0% \| 20% \| \| Нерухомість та ін. \| 0% \| 0% \| \| Усього підприємств \| 5 \| 5 \| |         |         |
| Підприємства міста, що працюють у сфері послуг, за діяльністю |         |         |
| Рік | 2002 р. | 2001 р. |
| Гуртова торгівля | 0%      | 20%     |
| Готелі та готельний бізнес | 60%     | 40%     |
| Транспорт та зв'язок | 40%     | 20%     |
| Посередницькі фінансові послуги | 0%      | 0%      |
| Послуги підприємствам | 0%      | 0%      |
| Послуги фізичним особам | 0%      | 20%     |
| Нерухомість та ін. | 0%      | 0%      |
| Усього підприємств | 5       | 5       |

## Житловий фонд
У 2001 р. 0% усіх родин (домогосподарств) мали житло метражем до 59 м², 18,5% - від 60 до 89 м², 29,6% - від 90 до 119 м² і
51,9% - понад 120 м².

З усіх будівель у 2001 р. 51,3% було одноповерховими, 24,4% - двоповерховими, 24,4
% - триповерховими, 0% - чотириповерховими, 0% - п'ятиповерховими, 0% - шестиповерховими,
0% - семиповерховими, 0% - з вісьмома та більше поверхами.

## Автопарк
| \| Автомобілі, зареєстровані у місті, за призначенням \| Автомобілі, зареєстровані у місті, за призначенням \| Автомобілі, зареєстровані у місті, за призначенням \| \| Рік \| 2006 р. \| 2005 р. \| \| -------------------------------------------------- \| -------------------------------------------------- \| -------------------------------------------------- \| \| Приватні автомобілі \| 51,7% \| 53% \| \| Мотоцикли \| 14,8% \| 15,4% \| \| Вантажівки \| 31,7% \| 30,1% \| \| Трактори \| 0,4% \| 0,4% \| \| Автобуси та ін. \| 1,5% \| 1,1% \| \| Усього автомобілів \| 271 шт. \| 266 шт. \| |         |         |
| Автомобілі, зареєстровані у місті, за призначенням |         |         |
| Рік | 2006 р. | 2005 р. |
| Приватні автомобілі | 51,7%   | 53%     |
| Мотоцикли | 14,8%   | 15,4%   |
| Вантажівки | 31,7%   | 30,1%   |
| Трактори | 0,4%    | 0,4%    |
| Автобуси та ін. | 1,5%    | 1,1%    |
| Усього автомобілів | 271 шт. | 266 шт. |

## Вживання каталанської мови
У 2001 р. каталанську мову у місті розуміли 98,6% усього населення (у 1996 р. - 98,6%), вміли говорити нею 93,8% (у 1996 р. - 
94,4%), вміли читати 90,9% (у 1996 р. - 81,9%), вміли писати 59,3
% (у 1996 р. - 39,1%). Не розуміли каталанської мови 1,4%.

## Політичні уподобання
У виборах до Парламенту Каталонії у 2006 р. взяло участь 108 осіб (у 2003 р. - 136 осіб). Голоси за політичні сили розподілилися таким чином:
| \| Вибори до Парламенту Каталонії \| Вибори до Парламенту Каталонії \| Вибори до Парламенту Каталонії \| \| Рік \| 2006 р. \| 2003 р. \| \| -------------------------------------- \| ------------------------------ \| ------------------------------ \| \| Конвергенція та Єднання (CiU) \| 36,1% \| 34,6% \| \| Соціалістична партія Каталонії (PSC) \| 7,4% \| 12,5% \| \| Народна партія (PP) \| 4,6% \| 5,9% \| \| Ініціатива за зелену Каталонію (IC) \| 27,8% \| 16,9% \| \| Республіканська лівиця Каталонії (ERC) \| 21,3% \| 27,9% \| \| Громадянська партія (C's) \| 0% \| 0% \| \| Інші \| 2,8% \| 2,2% \| |         |         |
| Вибори до Парламенту Каталонії |         |         |
| Рік | 2006 р. | 2003 р. |
| Конвергенція та Єднання (CiU) | 36,1%   | 34,6%   |
| Соціалістична партія Каталонії (PSC) | 7,4%    | 12,5%   |
| Народна партія (PP) | 4,6%    | 5,9%    |
| Ініціатива за зелену Каталонію (IC) | 27,8%   | 16,9%   |
| Республіканська лівиця Каталонії (ERC) | 21,3%   | 27,9%   |
| Громадянська партія (C's) | 0%      | 0%      |
| Інші | 2,8%    | 2,2%    |